# Goree, Texas
Goree là một thành phố thuộc quận Knox, tiểu bang Texas, Hoa Kỳ. Năm 2010, dân số của xã này là 203 người.

## Dân số
- Dân số năm 2000: 321 người.
- Dân số năm 2010: 203 người.